# ری مک‌دونالد
ری مک‌دونالد (انگلیسی: Ray McDonald؛ ‏ ۲۷ ژوئن ۱۹۲۱ – ۲۰ فوریهٔ ۱۹۵۹) بازیگر اهل ایالات متحده آمریکا بود.
از فیلم‌هایی که وی در آن‌ها نقش داشته‌است، می‌توان به تا زمانی که ابرها کنار بروند اشاره نمود.